# Кокшетауская детская железная дорога
Кокшета́уская де́тская желе́зная доро́га, сокр. (КДЖД) (каз. Көкшетау балалар темір жолы, латиница — каз. Kökşetau balalar temır joly) — ныне не существующая узкоколейная детская железная дорога (ДЖД) действовавшая в парке на южной окраине города у памятника борцам Революции в городе Кокшетау, Акмолинская область, Казахстан.
Самая северная детская железная дорога Казахстана. Дорога имела форму неправильного кольца с одной станцией. Одна из 52 действовавших в СССР детских железных дорог.
Колея железной дороги — 750 мм. Протяжённость — 1,8 км
Подвижной состав был представлен тепловозом ТУ2-041 и несколько вагонами ПВ40.

## История

### Общие данные
Кольцевой путь ДЖД протяжённостью 1,8 км был проложен в парке на южной окраине города. В западной части кольца имелся причудливый изгиб — дорога огибала установленный в парке Памятник борцам Революции. Неподалёку от него и находилась единственная станция детской дороги, имевшая минимальное путевое развитие — всего одну стрелку и тупик на большом удалении от пассажирского перрона.
В качестве станционных построек использовались кузова ширококолейных пассажирских вагонов завода имени Егорова. Старых, ещё с винтовыми стяжками. В одном из них размещались пост дежурного по станции и класс для инструктажей и планёрок. Во втором — зал ожидания. У станции, прямо на главном пути была устроена смотровая канава. Учебный корпус детской дороги находился на другом конце города — рядом с железнодорожным вокзалом и стадионом «Локомотив».
Дорога продолжала работать до 1995 года. Зимой 1995—1996 годов юные железнодорожники ещё посещали кружки, но начала летней практики так и не дождались. Осенью 1997 года станционные постройки были сожжены дотла, все светофоры побиты. Спустя несколько лет началась разборка путей, и уже к 2001 году почти никаких следов детской железной дороги не осталось.

## Подвижной состав
В своём распоряжении дорога имела несколько пассажирских вагонов PAFAWAG и тепловоз ТУ2. С момента открытия и до 1986 года это был ТУ2-204, впоследствии переданный в Курорт Боровое, на Щучинскую ДЖД. Позже ему на смену пришёл ТУ2-041 приписки депо Атбасар. Не исключено, что примерно в те же годы и польские вагоны PAFAWAG были заменены отечественными ПВ40. Поскольку ни депо, ни хотя бы навеса на детской дороге не было, весь подвижной состав с закрытыми фанерой окнами зимовал у платформы, прямо под открытым небом.

### Поезд «Юный Кокчетавец»
Пассажирские вагоны имели собственные имена: «Юный Кокчетавец» и так далее. Окрашен в сине-голубой цвет, в составе было 3 вагона.

## Станции и сооружения
- Станция «Синегорье» — основная станция детской железной дороги. Находилась в северо-западной части ДЖД возле памятника борцам Революции.